# Eretmocera jemensis
Eretmocera jemensis is een vlinder uit de familie dikkopmotten (Scythrididae). De wetenschappelijke naam van deze soort is voor het eerst geldig gepubliceerd in 1930 door Rebel.
De soort komt voor in tropisch Afrika.